# Eclipse Machine Company (Ohio)
Eclipse Machine Company war ein US-amerikanisches Unternehmen aus Ohio.

## Unternehmensgeschichte
Das Unternehmen aus Columbus war im Bereich Maschinenbau tätig. Von 1903 bis 1904 stellte es einige Automobile her, die als Eclipse vermarktet wurden. Eine andere Quelle gibt dagegen an, dass die Fahrzeugproduktion nur 1904 stattfand.
Es gab keine Verbindungen zu den anderen Herstellern von Autos der Marke Eclipse: Eclipse Automobile Company, Eclipse Machine Division, Krueger Manufacturing Company, Eclipse Machine Company (Michigan) und Eclipse Motor Car Company.

## Fahrzeuge
Das Unternehmen hatte einen Ottomotor entwickelt. Er wurde luftgekühlt. Die Fahrzeuge wurden mit diesem Motor ausgestattet.